# Beratungshaftung
Beratungshaftung ist die Haftung des Beraters für Beratungsfehler aus einem Beratungsvertrag.

## Allgemeines
Berater (Auskunftspflichtiger) sind Unternehmen oder natürliche Personen, die dem Beratenen Aufklärung, Beratung oder Empfehlung aus einem Beratungsvertrag zuteilwerden lassen. Arbeitnehmer mit Beratungsaufgaben (etwa Bankangestellte) verpflichten als Erfüllungsgehilfen nach § 278 Abs. 1 BGB haftungsrechtlich ihren Arbeitgeber, dem die Beratungshaftung zuzurechnen ist. Die Beratungshaftung bezweckt in erster Linie den Schutz des beratenen Anlegers/Kunden/Patienten/Verbrauchers. Dieser Schutz wird durch die Verpflichtung zu Aufklärung, Beratung, Empfehlung und gegebenenfalls Warnung gewährleistet.
Eine Beratungshaftung kann sich aus folgenden wichtigen Beratungsverträgen ergeben: Anlageberatung, ärztliche Beratung, Berufsberatung, Lebensberatung, psychologische Beratung, Rechtsberatung, Reiseberatung, Schuldnerberatung, Steuerberatung oder Unternehmensberatung.
Insbesondere das Arzthaftungs- und Bankrecht wurden durch Gesetze und die Rechtsprechung des BGH wesentlich geprägt.
- Das Patientenrechtegesetz vom Februar 2013 befasst sich in den §§ 630a bis 630h BGB mit den aus dem ärztlichen Behandlungsvertrag resultierenden Pflichten des Arztes und der beweisrechtlichen Besonderheit der Arzthaftpflicht.[2] Hauptanknüpfungspunkte der Haftung bleiben der ärztliche Behandlungsfehler sowie die unzureichende ärztliche Aufklärung.
- Um den Bankkunden zu schützen, sieht das Wertpapierhandelsgesetz (WpHG) einige Normen vor, die durch Wertpapierdienstleistungsunternehmen einzuhalten sind. Es beinhaltet umfangreiche Verhaltenspflichten für diese Unternehmen, etwa in § 63 Abs. 1 WpHG die Pflicht zur sorgfältigen und gewissenhaften, auf Sachkenntnis beruhenden und interessenkollisionsfreien Beratung. Allerdings bilden die Bestimmungen des WpHG im Falle ihrer Verletzung durch den Berater keine eigenständige Anspruchsgrundlage des Kunden gegen die Bank. Den Vorschriften des öffentlich-rechtlichen Aufsichtsrechts (§§ 63 ff. WpHG) kommt deshalb keine eigenständige, über die zivilrechtlichen Aufklärungs- und Beratungspflichten hinausgehende schadensersatzrechtliche Bedeutung zu.[3] Sie konkretisieren allerdings Leistungs- und Rücksichtspflichten nach § 241 Abs. 1 und 2 BGB.

## Beratungsvertrag
Rechtlich ist der Beratungsvertrag ein Dienstvertrag mit Geschäftsbesorgungscharakter (§§ 611 und 675 BGB). Der formfreie Beratungsvertrag entsteht zwischen Berater und Beratenem meist bereits durch schlüssiges Handeln, muss also nicht ausdrücklich oder gar schriftlich erfolgen. Nach ständiger Rechtsprechung des BGH kommt ein Beratungsvertrag dann zustande, wenn ein Anleger an ein Kreditinstitut herantritt, um über die Anlage eines Geldbetrages beraten zu werden. Das darin liegende Angebot zum Abschluss eines Beratungsvertrages wird stillschweigend durch die Aufnahme des Beratungsgesprächs angenommen. Dies gilt analog auch für andere Beratungsverträge.

## Falsch- oder Schlechtberatung
Unabhängig vom Gegenstand des Beratungsvertrages ist Voraussetzung für eine Beratungshaftung durch den Berater neben einem zustande gekommenen Beratungsvertrag ein Beratungsfehler aus Schlecht- oder Falschberatung. Entscheidend ist, wo die Schwelle der Schlecht- oder Falschberatung beginnt. Werden während eines Rechtsstreits vom Gericht und einem Rechtsanwalt unterschiedliche Rechtsansichten vertreten, so begründet dies für sich genommen noch keinen Anhaltspunkt für eine Falschberatung durch den Rechtsanwalt. Von einer Schlecht- oder Falschberatung ist erst auszugehen, wenn Aufklärungspflichten verletzt werden und dadurch beim Beratenen ein Schaden entstanden ist. Es kommt mithin auf die Kausalität an, etwa wenn der Erwerb der Kapitalanlage aufgrund einer fehlerhaften Information ursächlich für den späteren Schaden ist, weil der ohne die erforderliche Aufklärung gefasste Anlageentschluss von den Mängeln der fehlerhaften Aufklärung beeinflusst war. Eine Pflichtverletzung liegt vor, wenn gegen Einzelpflichten verstoßen wird (etwa mangelnde Kenntnisse über den Beratenen, schlechte Kenntnisse über Produkte, nicht wahrgenommene Aufklärungs- und Warnpflicht). Schlecht- oder Falschberatung liegt regelmäßig dann vor, wenn der Berater gegen die Grundsätze der Wahrheit, Klarheit und Vollständigkeit der Beratung verstoßen hat. Kann die beratende Bank die Risiken nicht abschließend beurteilen, darf sie nicht so tun, als ob sie Bescheid wisse, sondern muss auf die fehlende Sachkenntnis hinweisen.
Aufsichtsrechtlich liegt eine Falschberatung durch Banken vor, wenn sie die Normen des WpHG nicht erfüllen. Alle Anlageinformationen einschließlich Werbemitteilungen müssen nach § 63 Abs. 6 WpHG redlich, eindeutig und dürfen nicht irreführend sein. Die Informationspflichten des § 63 Abs. 7 WpHG in Verbindung mit § 3 WpDVerOV sowie die im Januar 2010 neu eingeführte Aufzeichnungspflicht in § 34 Abs. 2a WpHG (heute direkt durch EU-Recht geregelt) ändern nichts an der generellen Formfreiheit eines Bankvertrages. In § 63 Abs. 10 WpHG schließlich wird von Banken verlangt, dass von den Kunden Informationen über deren Kenntnisse und Erfahrungen in Bezug auf Geschäfte mit bestimmten Arten von Finanzinstrumenten einzuholen sind, um die Angemessenheit der Finanzinstrumente für die Kunden beurteilen zu können. Die Angemessenheit beurteilt sich danach, ob der Kunde über die erforderlichen Kenntnisse und Erfahrungen verfügt, um die Risiken in Zusammenhang mit der Art der Finanzinstrumente beurteilen zu können. Gelangt eine Bank aufgrund der erhaltenen Informationen zu der Auffassung, dass das vom Kunden gewünschte Finanzinstrument für den Kunden nicht angemessen ist, hat sie den Kunden darauf hinzuweisen. Zu diesem Zweck bilden die Kreditinstitute kundenbezogene Risikoklassen, denen sie jeden anlagewilligen Kunden zuordnen.

## Haftung
Die aus der Verletzung von Auskunftspflichten resultierende Haftung ergibt sich aus Gesetz, Vertrag und Rechtsprechung.

### Kraft Gesetz
Wesentlich für die etwaige Haftung des Beraters ist die Frage, ob auf den geschlossenen Beratungsvertrag das Recht des Dienstvertrags oder Werkvertrags anzuwenden ist. Beim Dienstvertrag kann der Beratene im Falle einer (schuldhaften) Schlechtleistung lediglich Schadensersatz verlangen, muss aber hinnehmen, für das Honorar lediglich eine fehlerhafte Beratungsleistung zu erhalten. Bei Werkverträgen hingegen muss der Berater im vollen Umfang für das Erreichen des Beratungsziels einstehen und hat so lange nachzubessern, bis ein mangelfreier Erfolg vorliegt (§§ 633 und 635 BGB), da er ansonsten keine Honorare erhält (§ 644 Abs. 1 BGB).
Die Auskunfts- oder Beratungspflicht wird zur vertraglichen Hauptpflicht beim unentgeltlichen Auftrag (§ 662 BGB) und dem entgeltlichen Geschäftsbesorgungsvertrag (§ 675 Abs. 1 BGB). Nach § 675 Abs. 2 BGB verpflichtet ein falscher Rat nur dann zum Schadensersatz, wenn er eine vertragliche oder vorvertragliche Pflicht verletzt oder eine unerlaubte Handlung darstellt.
Dann haftet der Berater aus Beratungsvertrag nach § 280 Abs. 1 Satz 1 BGB, weil er eine vertragliche Pflicht verletzt hat. Nach § 280 Abs. 1 Satz 2 BGB muss der Berater beweisen, dass er eine Pflichtverletzung nicht zu vertreten hat. Zum Vertretenmüssen gehören gleichermaßen Vorsatz und Fahrlässigkeit (§ 276 BGB). Der Berater muss beweisen, dass beide Verschuldensgrade nicht vorliegen. In der Folge ist nach § 249 Abs. 1 BGB der tatsächlich entstandene Schaden zu ersetzen. Danach ist der Geschädigte so zu stellen, als ob er eine richtige Auskunft erhalten hätte. Nach gefestigter Rechtsprechung des BGH gehören zu den auf den Schadensersatzanspruch eines Geschädigten anzurechnenden Vorteilen auch Steuern, die der Geschädigte infolge der Schädigung erspart hat. Die Berechnung des Schadensersatzes beruht auf dem Grundgedanken der schadensersatzrechtlichen Vorteilsausgleichung.
Da das Deliktsrecht nicht das Vermögen schützt, Beratungsfehler aber ausschließlich zu Vermögensschäden führen, kann eine deliktische Haftung nur ausnahmsweise in Betracht kommen.

### Haftung aus Vertrag
Liegt der Beratungsfehler zeitlich vor dem Abschluss des Beratungsvertrages, so kommt eine Beratungshaftung aus § 311 Abs. 2 BGB in Verbindung mit § 241 Abs. 2 BGB in Betracht. Ist hingegen der Fehler nach Abschluss des Vertrags anzusiedeln, gilt § 280 BGB. Regelfall dürfte ein Beratungsfehler nach Abschluss des Beratungsvertrags darstellen.
Nach Ziffer 19.1 AGB-Sparkassen haften Kreditinstitute für eigenes Verschulden sowie das Verschulden von Personen, derer sie sich zur Erfüllung ihrer Verpflichtung gegenüber dem Kunden bedienen. Hierin ist für alle Bankgeschäfte geregelt, dass die Kreditinstitute für eigenes Verschulden einzustehen haben. Verschuldenshaftung liegt bereits vor, wenn die Bank nicht nur objektiv rechtswidrig, sondern auch fahrlässig gehandelt hat. Im einzelnen Vertrag kann diese Haftung ausgeschlossen werden, sofern dies nicht sittenwidrig ist. Die rechtliche Grundlage in Deutschland ist hierfür § 305 BGB.

### Haftung nach der Rechtsprechung
Die Rechtsprechung zur Beratungshaftung ist eindeutig auf den Schutz des Verbrauchers ausgerichtet. Nach gefestigter Rechtsprechung des BGH ist eine Haftung aus einem (stillschweigend abgeschlossenen) Beratungsvertrag immer dann zu bejahen, wenn Auskünfte erteilt werden, die für den Beratenen erkennbar von erheblicher Bedeutung sind und die dieser zur Grundlage wesentlicher Entschlüsse oder Maßnahmen machen will. Das gilt insbesondere dann, wenn der Berater für die Erteilung der Auskunft sachkundig ist oder wenn bei ihm ein eigenes wirtschaftliches Interesse vorliegt. Das Fehlen sonstiger vertraglicher Beziehungen schließt einen solchen haftungsbegründenden Auskunftsvertrag nicht aus; dieser kommt gerade mit der Erteilung der Auskunft zustande. Art und Umfang der Beratungshaftung richten sich nach den Umständen des Einzelfalls. Eine Beratungshaftung besteht für alle Berater, denen Kunden „typischerweise ihr Vertrauen schenken“. Der Berater muss eigene Ermittlungen anstellen und darf die Angaben Dritter nicht ungeprüft übernehmen und weitergeben. Dies muss er umso mehr, wenn er sogar den Eindruck erweckt, das von ihm angebotene Objekt sei von ihm überprüft worden. Es gilt die Vermutung aufklärungsrichtigen Verhaltens, wonach der Berater beweisen muss, dass der Anleger die Kapitalanlage auch bei richtiger Aufklärung erworben hätte, er also den unterlassenen Hinweis unbeachtet gelassen hätte. Der BGH hat in den letzten Jahren die Beratungshaftung insbesondere auf Kapitalanlagen, und so genannte Koppel- bzw. Verbundgeschäfte ausgedehnt; ein klassischer – weil täglich vorkommender Fall – ist hierbei Haftungsfrage bei Festkrediten (Hypothekendarlehen) in Verbindung mit dem Abschluss einer Lebensversicherung zur Tilgungsaussetzung.

#### Kreditinstitute
Kreditinstitute haften im Rahmen der Beratungshaftung zudem nach § 347 Abs. 1 HGB für die Sorgfalt eines ordentlichen Kaufmanns, da sie Kaufmann im Sinne des Handelsgesetzbuchs sind. Die Beratung durch Kreditinstitute hat zivilrechtlich nach der Rechtsprechung des BGH „anlegergerecht“ und „objektgerecht“ zu erfolgen. Danach haben sie im Rahmen der „anlegergerechten“ Beratung den Wissensstand des Kunden über Anlagegeschäfte der vorgesehenen Art und dessen Risikobereitschaft zu erforschen; das von Banken danach empfohlene Anlageobjekt muss diesen Kriterien Rechnung tragen („objektgerechte“ Beratung). Die empfohlene Anlage muss unter Berücksichtigung dieses Ziels auf die persönlichen Verhältnisse des Kunden zugeschnitten, also „anlegergerecht“ sein.

#### Erweiterte Beratungspflichten
Erweiterte Beratungspflichten bestehen insbesondere beim Vertrieb von Options- und Termingeschäften sowie Vermögensverwaltungsverträgen.

#### Discount-Broker
Da die Beratung beim so genannten beratungsfreien Geschäft („Execution-only“-Dienstleistungen) bei Discount-Brokern nicht zum Pflichtenkreis einer Direktbank gehört, kommt im Zusammenhang mit Wertpapiergeschäften grundsätzlich kein stillschweigend geschlossener Anlageberatungsvertrag zustande. Die Annahme eigener Beratungspflichten aus einem Beratungsvertrag ist dann grundsätzlich ausgeschlossen. § 63 Abs. 10 WpHG verlangt auch im beratungsfreien Geschäft – aufsichtsrechtlich – eine so genannte Angemessenheitsprüfung. Eine zivilrechtliche Aufklärungspflicht kommt für Discount-Broker nur dann in Betracht, wenn der Discount-Broker eine tatsächlich bestehende Aufklärungsbedürftigkeit des Kunden erkannt oder infolge grober Fahrlässigkeit nicht erkannt hat. Bei gestaffelter Einschaltung mehrerer Wertpapierdienstleistungsunternehmen ist grundsätzlich nur das kundennähere Unternehmen zur Befragung des Anlegers hinsichtlich seiner Erfahrungen, Kenntnisse, Anlageziele und finanziellen Verhältnisse verpflichtet (§ 278 BGB).

## Verjährung
Naturgemäß ist der Geschädigte zunächst nicht in der Lage, die Fehlberatung zu erkennen (sonst hätte er die Beratung nicht in Anspruch genommen, bzw. wäre dem Rat des Beraters nicht gefolgt). Erkennbar wird die (mögliche Fehlberatung) daher meist erst, wenn Schäden eingetreten sind. Bei Schlecht- oder Falschberatung gilt dann nach § 195 BGB die allgemeine Verjährungsfrist von 3 Jahren, die erst mit Schluss des Jahres zu laufen beginnt, in dem der Anspruch entstanden ist und der Beratene von der Tatsache der Falschberatung und des Schadenseintritts Kenntnis erlangt hat (§ 199 BGB). Bei Wertpapieren galt bis 2009 eine spezialrechtliche Vorschrift in § 37a WpHG, wonach die ebenfalls 3-jährige Verjährungsfrist von dem Zeitpunkt an beginnt, in dem der Anspruch entstanden ist. Nach der überwiegenden Auffassung in der Literatur und Rechtsprechung beginnt diese Verjährungsfrist bereits mit der Ausführung des umstrittenen Wertpapierkaufs.
Hinsichtlich der von den Banken und Bausparkassen in zahlreichen Prozessen regelmäßig eingewandten Einrede der Verjährung war lange umstritten, ob die seit der Schuldrechtsreform einschlägige dreijährige regelmäßige Verjährungsfrist ab dem 1. Januar 2002 kenntnisunabhängig zu laufen begonnen hatte und somit mit Ablauf des 31. Dezember 2004 Verjährung eingetreten war (wofür der Wortlaut der Überleitungsvorschrift des Art. 229 § 6 Abs. 4 Satz 1 EGBGB zu sprechen schien) oder ob die 3-Jahres-Frist erst nach Kenntniserlangung vom Anspruch bzw. grob fahrlässiger Nichtkenntnis zu laufen beginnt. Der BGH hat nunmehr mit Urteil vom 23. Januar 2007 sich der letzteren verbraucherfreundlichen Auffassung angeschlossen und damit die bisherige überwiegende Meinung bestätigt. Mit Urteil vom 27. Mai 2008 hat der Bundesgerichtshof zudem näher ausgeführt, wann von einer Anspruchskenntnis im Sinne von § 199 BGB ausgegangen werden kann. Alle Beratungsfälle vor dem 1. Januar 2002 dürften zwischenzeitlich seit Jahresbeginn 2012 verjährt sein, da die kenntnisunabhängige zehnjährige Verjährung eingreift. Bei jüngeren Fällen ist zu beachten, dass die kenntnisunabhängige Verjährung taggenau zehn Jahre nach der Falschberatung eintritt, nicht etwa zum Jahresende zu laufen beginnt.